# Dicranomyia (Dicranomyia) affabilis
Dicranomyia (Dicranomyia) affabilis is een tweevleugelige uit de familie steltmuggen (Limoniidae). De soort komt voor in het Neotropisch gebied.